# TSSK1B
TSSK1B (англ. Testis specific serine kinase 1B) – білок, який кодується однойменним геном, розташованим у людей на 5-й хромосомі. Довжина поліпептидного ланцюга білка становить 367 амінокислот, а молекулярна маса — 41 618.
| 10         |  | 20         |  | 30         |  | 40         |  | 50         |
| ---------- |  | ---------- |  | ---------- |  | ---------- |  | ---------- |
| MDDAAVLKRR |  | GYLLGINLGE |  | GSYAKVKSAY |  | SERLKFNVAI |  | KIIDRKKAPA |
| DFLEKFLPRE |  | IEILAMLNHC |  | SIIKTYEIFE |  | TSHGKVYIVM |  | ELAVQGDLLE |
| LIKTRGALHE |  | DEARKKFHQL |  | SLAIKYCHDL |  | DVVHRDLKCD |  | NLLLDKDFNI |
| KLSDFSFSKR |  | CLRDDSGRMA |  | LSKTFCGSPA |  | YAAPEVLQGI |  | PYQPKVYDIW |
| SLGVILYIMV |  | CGSMPYDDSN |  | IKKMLRIQKE |  | HRVNFPRSKH |  | LTGECKDLIY |
| HMLQPDVNRR |  | LHIDEILSHC |  | WMQPKARGSP |  | SVAINKEGES |  | SRGTEPLWTP |
| EPGSDKKSAT |  | KLEPEGEAQP |  | QAQPETKPEG |  | TAMQMSRQSE |  | ILGFPSKPST |
| METEEGPPQQ |  | PPETRAQ    |  |            |  |            |  |            |

A: Аланін

C: Цистеїн

D: Аспарагінова кислота

E: Глутамінова кислота

F: Фенілаланін

G: Гліцин

H: Гістидин

I: Ізолейцин

K: Лізин

L: Лейцин

M: Метіонін

N: Аспарагін

P: Пролін

Q: Глутамін

R: Аргінін

S: Серин

T: Треонін

V: Валін

W: Триптофан

Кодований геном білок за функціями належить до трансфераз, кіназ, серин/треонінових протеїнкіназ, білків розвитку, фосфопротеїнів. 
Задіяний у таких біологічних процесах, як диференціація клітин, сперматогенез. 
Білок має сайт для зв'язування з АТФ, нуклеотидами, іонами металів, іоном магнію. 
Локалізований у цитоплазмі, клітинних відростках, цитоплазматичних везикулах.